# Joseph Dines
Joseph Frank Dines (King's Lynn, Norfolk, 12 d'abril de 1886 – Havrincourt, Pas-de-Calais, França, 27 de setembre de 1918) va ser un futbolista anglès. Jugà com a centrecampista i en el seu palmarès destaca la medalla d'or en la competició de futbol dels Jocs Olímpics d'Estocolm, el 1912.
A nivell de clubs s'inicià al Lynn Town el 1904, club de la seva ciutat amb qui jugà 149 partits i marcà 28 gols. A partir de 1908 i fins a la seva retirada el 1914 jugà al Norwich City, Arsenal FC, Queens Park Rangers, Ilford, en dos períodes, Walhamstow Avenue, Millwall FC i Liverpool FC. Jugà 27 partits amb la selecció anglesa amateur.
Durant la Primera Guerra Mundial es presentà com a voluntari, però sols va sobreviure 11 dies al front, abans de ser mort pel foc enemic durant un atac contra una posició enemiga.